# يوريه

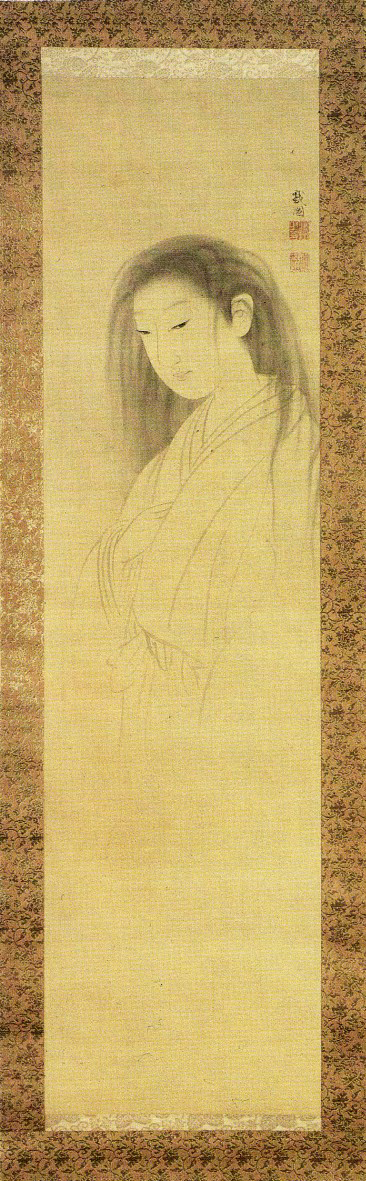
"يوريه" شبح أوييوكي، لوحة للرسام الياباني ماريوياما أوكيو 1750

يوريه (باليابانية: 幽霊) هي عبارة عن صورة من صور الفلكلور الياباني يقابلها فكرة الشبح عند الغرب. يتألف الاسم من مقطعي كانجي الأول 幽 يلفظ (يو) ويعني «باهت»، أما الثاني فهو 霊 ويعني «الروح». ويعتقد أن يوريه هي أرواح قادمة من حياة ما بعد الموت.

## ما بعد الموت في اليابان
بحسب المعتقدات التقليدية اليابانية، فإن لجميع الناس روح أو نفس تدعى 霊魂 (ريكون)، وعندما يموت الشخص تغادر روحه جسده وما يشبه مكان لتطهير الأرواح (المَطهر أو البرزخ)، حيث تنتظر إلى نهاية رسوم الجنازة والدفن وبعدها تنضم إلى أرواح الأسلاف. وإذا ماتم هذا الأمر بشكل صحيح فإنه يعتقد أن الروح ستحمي أفراد العائلة وتعود إلى المنزل في مهرجان بون في شهر أغسطس لتَلْقَى الشكر على حمايتها الدائمة.
لكن إذا ما توفي الشخص على حين غرة أو في حادث أو بطريقة بشعة كالقتل أو الانتحار، ولم تجر مراسم الجنازة بشكل ملائم أو كان هناك دوافع عند الأهل للانتقام، الحب، الغيرة، الكره، أو الأسف، فإنه يعتقد أن روح ريكون ستتحول إلى يوريه والتي تبقى في العالم الأرضي. وتبقى روح يوريه على الأرض حتى تتمكن من الراحة بزوال سبب بقائها إما بإقامة مأتم ملائم، أو حل المشاكل العاطفية العالقة التي لا زالت تربطها بالعالم الأرضي.